# Vibrante simple retrofleja sonora
La vibrante simple retrofleja sonora es un tipo de sonido consonántico que se usa en algunos idiomas hablados. El símbolo en el Alfabeto Fonético Internacional que representa este sonido es ⟨ ɽ ⟩.

## Características
- Su forma de articulación es vibrante simple, lo que significa que se produce con una sola contracción de los músculos de forma que un articulador (normalmente la lengua) se lanza contra otro.

- Su punto de articulación es retroflejo, lo que prototípicamente significa que está articulado subapical (con la punta de la lengua doblada hacia arriba), pero más generalmente significa que es postalveolar sin palatalizarse. Es decir, además de la articulación subapical prototípica, el contacto de la lengua puede ser apical (puntiagudo) o laminal (plano).

- Su fonación es sonora, lo que significa que se produce con vibraciones de las cuerdas vocales.

- Es una consonante oral, lo que significa que el aire solo puede escapar por la boca.

- Es una consonante central, lo que significa que se produce al dirigir la corriente de aire por encima de la lengua, en lugar de por los lados.

- El mecanismo de la corriente de aire es pulmonar, lo que significa que se articula empujando el aire únicamente con los músculos intercostales y el diafragma, como en la mayoría de los sonidos.

## Aparece en
El sonido tiene presencia en los idiomas bengalí, neerlandés, enga (lengua de Nueva Guinea), indostánico, japonés, tamil, yidiny, panyabí, shipibo, portugués, oriya, noruego, sueco, nepalí, télugu, hausa, gokana (lengua de Nigeria), warlpiri, wapishana y tucano.